# Дългомуцунест делфин
Дългомуцунестият делфин (Delphinus capensis) е вид бозайник от семейство Делфинови (Delphinidae).

## Разпространение и местообитание
Видът е разпространен в Аржентина, Бразилия, Венецуела, Виетнам, Габон, Гвиана, Джибути, Египет, Еритрея, Западна Сахара, Йемен, Индия, Индонезия, Иран, Китай, Кот д'Ивоар, Кувейт, Мавритания, Мадагаскар, Малайзия, Мексико (Долна Калифорния, Синалоа и Сонора), Нова Зеландия, Обединени арабски емирства, Оман, Пакистан, Перу, Провинции в КНР, Саудитска Арабия, САЩ (Калифорния), Северна Корея, Сенегал, Судан, Суринам, Тайван, Тайланд, Уругвай, Хонконг, Чили, Шри Ланка, Южна Африка, Южна Корея и Япония.
Обитава крайбрежията на океани, морета и заливи в райони с тропически, умерен и субтропичен климат.